# Numero di Euclide
In matematica, i numeri di Euclide sono gli interi della sequenza En = pn# + 1, dove pn# è il primoriale di pn, che è l'n-esimo numero primo.
Devono il loro nome al matematico greco Euclide, che li usò nella sua dimostrazione sull'esistenza di infiniti numeri primi.
I primi numeri di questa sequenza (identificata con il codice A006862 nell'archivio dell'OEIS) sono: 3, 7, 31, 211, 2311, 30031, 510511, ....
E6 (30031 = 59 × 509) è il primo dei numeri di Euclide a non essere primo.
E11 è nuovamente primo.
È stato congetturato, ma non dimostrato, che esista un'infinità di numeri di Euclide che sono anche primi.